# Wolfram Leibe

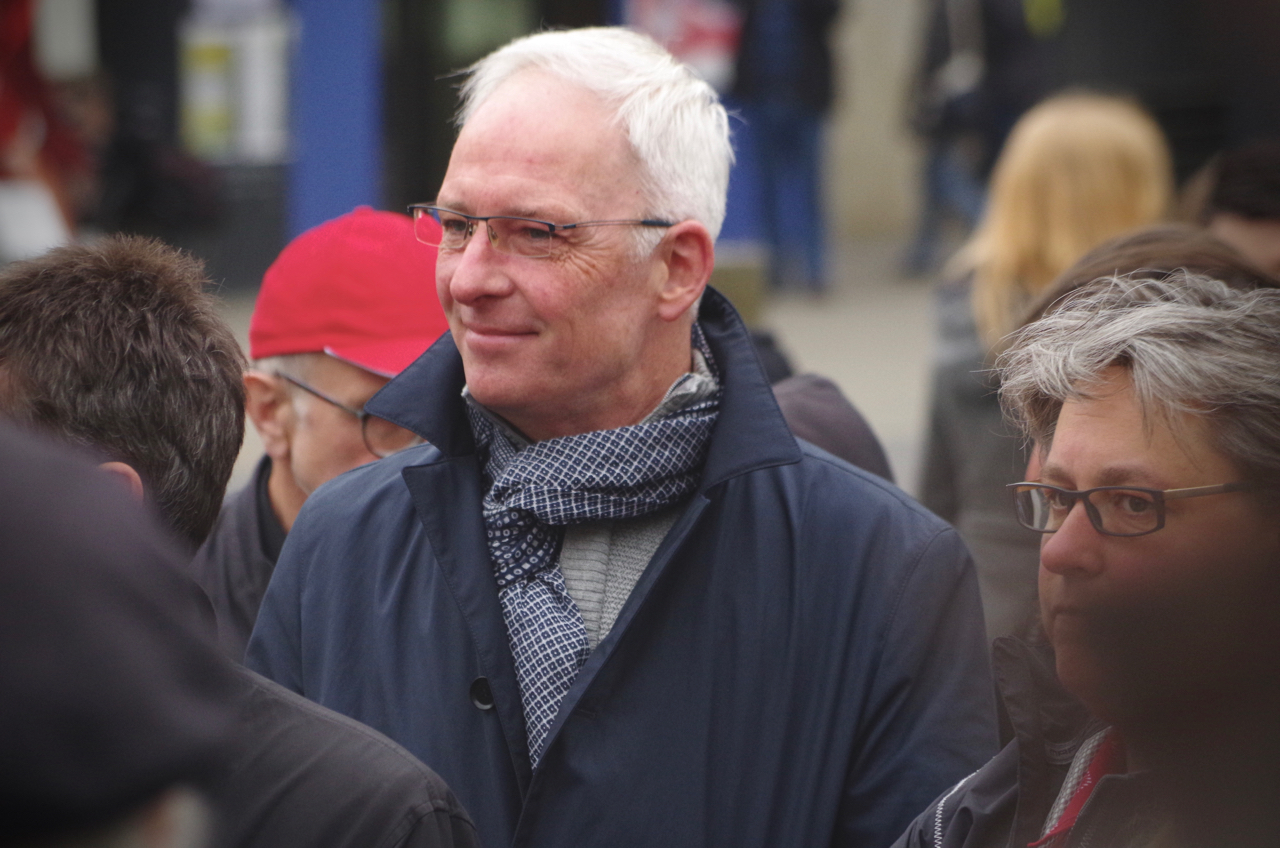
Wolfram Leibe (2017)

Wolfram Leibe (* 1960 in Grißheim) ist ein deutscher Politiker (SPD) und Jurist. Er ist seit dem 1. April 2015 Oberbürgermeister der  Stadt Trier.

## Leben
Leibe schloss 1991 sein Jurastudium mit dem Zweiten Staatsexamen ab. Er arbeitete in der Verwaltungshochschule Speyer und im sächsischen Justizministerium. Von 2008 bis 2012 leitete er die Agentur für Arbeit in Trier. Ab 2012 war er Mitglied der Geschäftsführung in der Regionaldirektion Baden-Württemberg der Bundesagentur für Arbeit in Stuttgart.
Im Oktober 2014 trat Leibe als Kandidat für das Amt des Oberbürgermeisters in Trier für die SPD an. In der Stichwahl am 12. Oktober 2014 setzte er sich mit 50,22 % der Stimmen gegen seine Herausforderin Hiltrud Zock (parteilos, unterstützt von der CDU) durch. Der dritte Kandidat, Fred Konrad (Bündnis 90/Die Grünen), war bereits im ersten Wahlgang ausgeschieden.
Bei der Oberbürgermeisterwahl am 25. September 2022 wurde Leibe mit 72,2 % der Stimmen für eine zweite Amtszeit wiedergewählt.
Leibe ist mit einer Professorin für Anglistik verheiratet und hat eine Tochter.
Seit 2022 ist Leibe Präsidiumsmitglied des Deutschen Städtetags.

## Auszeichnungen
- 2017: Franz-Weißebach-Preis